# Boumerdès
Boumerdès   este un oraș  în nordul Algeriei, port la Marea Mediterană. Este reședința  provinciei  Boumerdès.